# 曲仁田
曲仁田（1953年—），中华人民共和国政治人物，在职研究生学历。1972年2月加入中国共产党，1973年8月参加工作。从1996年5月起开始在丹东市履职，2015年5月退休，退休时担任丹东市人大常委会主任兼党组书记。2020年10月份，曲仁田因涉及辽宁拉票贿选案接受辽宁纪委监委纪律审查和监察调查。2021年1月27日，曲仁田被开除党籍，取消退休待遇。曲仁田已被移送检察机关审查起诉。